# Ney (instrumento musical)
El ney (en árabe: ناي nāy), también llamado nai, nye, nay, es una flauta prominente . Es un instrumento muy antiguo, existen pinturas de personas tocando el ney en los muros de las tumbas del Antiguo Egipto y se han encontrados neys en excavaciones de Ur. Esto indica que el ney ha sido tocado habitualmente durante 4500-5.000 años, lo que le convierte en uno de los más antiguos instrumentos musicales todavía en uso. Es un precursor de la flauta moderna. La ney se considera la primera música creada por el hombre; según se dice, los iraníes fueron los primeros en crearla, y esto se puede comprobar en las pinturas que quedaron hace miles de años.
El ney se elabora con una pieza de rama hueca o una caña. Posee cinco o seis agujeros frontales y un agujero para el pulgar. Los neys modernos pueden estar elaborados con metal. El tono varía con la distribución de los dedos. También varía dependiendo de la región. Un músico sumamente experto con el ney puede alcanzar más de tres octavas, aunque es más común tener a varios músicos que toquen el ney en una orquesta tradicional para cubrir gamas diferentes.
El ney es uno de los instrumentos más simples que uno puede elaborar. En el persa, ney significaba caña, y en el mundo árabe el ney (ár. ناي nāy) a veces es llamado قصبة qaṣaba, que significa literalmente pieza de caña. La forma más vieja, mostrada en las tumbas egipcias data de los años 3000 o 2500 a. 

## Etimología
La palabra "ney" viene del Idioma pahlavi "ney" y en el persa moderno "ney" significa caña, que es de lo que el instrumento está fabricado comúnmente.

## Los diferentes neys
El ney es un instrumento afinado. En el sistema arábigo, hay siete tipos de neys. El primero es el Kerdene, afinado en Do (la nota C), y es el de más longitud. Esto significa que la segunda nota tras el registro más bajo es un Do (la primera sería un Si bemol o Bb). El segundo nay es el Doga afinado en Re (D). El tercero el Boussalik en Mi (E). El cuarto el Jaharka en Fa (F). El quinto el Nawa en Sol (G). El sexto el Husseini en La (A) y el séptimo el Ajam en Si (B).
En el mundo árabe el ney se usa tradicionalmente en zonas de pastoreo, mostrando preferencia por neys pequeños con tonos altos. En general el tono es bajo en entornos religiosos y escolásticos.
En aquellas áreas del mundo árabe en las que predominan el sufismo o existen escuelas musicales se tocan y se estudian registros más bajos. Los turcos usan neys aún más largos al tener preferencia por los sonidos más graves.

## Técnica para tocar el ney
La técnica árabe y turca son las mismas, esto implica la puesta de la boca sobre la extremidad de la flauta y la sopladura en una dirección algo oblicua al tubo de ésta. El aire salta sobre un lado interior y produce el sonido esperado. Irán incorporó otro método: ellos adoptaron el sistema de sopladura interdental a finales del año 1700. 
El ney moderno persa tiene cambiados el sistema de los dedos y el número de nodos. También tiene una desembocadura diferente: tiene solo cinco agujeros frontales y un agujero para el pulgar colocado más abajo que en los modelos árabes o turcos. En la sopladura interdental, el músico pone el final del ney entre sus dientes y la mandíbula superior y dirige el aire con su lengua. Este método produce una textura bastante diferente a la producida por la articulación bilabial usada para el ney árabe/turco. 
Los neys árabes y turcos tienen siete agujeros (6 en el iraní), uno de los cuales está situado atrás y usualmente tapado con el pulgar. Cada agujero tiene prácticamente la capacidad de intervalo de un tono, por ejemplo, si quisieramos tocar la nota Re podríamos ir fácilmente a un Re sostenido con el único movimiento de los labios y la fuerza del aire. Con el agujero del pulgar se obtienen cuatro notas. A modo de ejemplo, en el ney "Doga" esas notas serían La, Si b, Si 3/4 y Si.
Independemente del método, hacen falta años (algunos dicen que toda una vida) para perfeccionar el sonido. El método iraní puede ser usado con el ney árabe o turco. Esto aumenta las diferentes posibilidades de texturas en el sonido.
El agradable sonido del ney calma el sistema nervioso, reduce el cansancio y resulta relajante. Está relacionado con profundas ideas filosóficas.